# Bernhard Piesk
Bernhard Piesk (ur. 3 listopada 1978 w Monachium) – niemiecki aktor i muzyk.

## Życiorys
Urodził się w Monachium jako syn muzyka i malarki. Oprócz nauki w gimnazjum, wcześniej brał lekcje gry na fortepianie i wiolonczeli. W 1997 roku rozpoczął edukację aktorską w Schauspiel München. W 2001 roku założył zespół popowy Faint canvas. Od czasu opuszczenia zespołu w 2003 roku ponownie wydał swoje utwory pod swoim muzycznym pseudonimem pieska.

## Wybrana filmografia
- 1999: Bodyguard - Dein Leben in meiner Hand (TV) jako Harry
- 2004: Baal (TV) jako Bernie
- 2005: Tatort: Leiden wie ein Tier jako Wachmann
- 2005: Tatort: Im Alleingang jako Volker Kubitzki
- 2009: Rosamunde Pilcher: Entscheidung des Herzens jako David Scott
- 2013: Lotta i świetlana przyszłość (Lotta & die frohe Zukunft, TV) jako Sebastian Brinkhammer
- 2016: Lotta i wielka drabina (Lotta & der dicke Brocken, TV) jako Sebastian Brinkhammer
- 2016: 23 Cases jako Henry Kloss
- 2017: Über die Grenze jako Tino Loher

## Dyskografia

### Albumy
- 2004: Naaff
- 2007: Pimpiki
- 2011: Euphoria